# Гала (Оток)
Гала је насељено место у саставу општине Оток, Сплитско-далматинска жупанија, Република Хрватска.

## Историја
До територијалне реорганизације у Хрватској налазила се у саставу старе општине Сињ.

## Становништво
На попису становништва 2011. године, Гала је имала 896 становника.
| Број становника по пописима | Број становника по пописима | Број становника по пописима | Број становника по пописима | Број становника по пописима | Број становника по пописима | Број становника по пописима | Број становника по пописима | Број становника по пописима | Број становника по пописима | Број становника по пописима | Број становника по пописима | Број становника по пописима | Број становника по пописима | Број становника по пописима | Број становника по пописима |
| --------------------------- | --------------------------- | --------------------------- | --------------------------- | --------------------------- | --------------------------- | --------------------------- | --------------------------- | --------------------------- | --------------------------- | --------------------------- | --------------------------- | --------------------------- | --------------------------- | --------------------------- | --------------------------- |
| 1857                        | 1869                        | 1880                        | 1890                        | 1900                        | 1910                        | 1921                        | 1931                        | 1948                        | 1953                        | 1961                        | 1971                        | 1981                        | 1991                        | 2001                        | 2011                        |
| 376                         | 387                         | 400                         | 492                         | 562                         | 733                         | 696                         | 806                         | 889                         | 950                         | 902                         | 949                         | 1.086                       | 1.087                       | 1.016                       | 896                         |

### Попис1991.
На попису становништва 1991. године, насељено место Гала је имало 1.087 становника, следећег националног састава:
| Попис 1991.‍   | Попис 1991.‍ | Попис 1991.‍ | Попис 1991.‍ | Попис 1991.‍ |
| ------------- | ----------- | ----------- | ----------- | ----------- |
|               |             |             |             |             |
| Хрвати        | Хрвати      |             | 1.076       | 98,98%      |
| Немци         | Немци       |             | 2           | 0,18%       |
| Аустријанци   | Аустријанци |             | 1           | 0,09%       |
| Пољаци        | Пољаци      |             | 1           | 0,09%       |
| Руси          | Руси        |             | 1           | 0,09%       |
| Срби          | Срби        |             | 1           | 0,09%       |
| остали        | остали      |             | 1           | 0,09%       |
| непознато     | непознато   |             | 4           | 0,36%       |
| укупно: 1.087 |             |             |             |             |